# Weir River Farm
Weir River Farm ist ein 75 Acres (30,4 ha) umfassendes Naturschutzgebiet bei der Stadt Hingham im Bundesstaat Massachusetts der Vereinigten Staaten. Es wird von der Organisation The Trustees of Reservations verwaltet.

## Schutzgebiet
Die Farm gehörte bis 1999 der aus Boston stammenden Malerin Polly Thayer Starr, deren Gemälde und Zeichnungen seit mehr als 70 Jahren in Galerien in Boston, New York und Philadelphia ausgestellt werden.
Das aus dem frühen 20. Jahrhundert stammende Anwesen ist heute noch aktiv und wird von den Trustees, denen Starr das Gelände bereits vor ihrem Tod übereignete, im Rahmen eines seit 2009 bestehenden Programms zur solidarischen Landwirtschaft betrieben. Die Äcker und Weiden sind von Wäldern aus Eichen und Virginischem Wacholder umgeben. Durch den Nordwesten des Schutzgebiets fließt der Weir River. Besuchern stehen 1,5 mi (2,4 km) Wanderwege zur Verfügung, die unter anderem auch mit dem angrenzenden Schutzgebiet Whitney and Thayer Woods verbunden sind, dessen Wegenetz wiederum Anschluss an den Wompatuck State Park bietet. Die Weir River Farm ist damit Teil einer zusammenhängenden Kette von Schutzgebieten mit einer Gesamtausdehnung von nahezu 5.000 Acres (20,2 km²).